# 태양 (점성술)
태양()(Sun, 日)은 점성술에서 아주 중요한 부분이다. 이것은 달과 함께 가장 중요한 점성술의 행성이며. 이 두 개는 종종 발광체(luminaries, 發光體)라 불린다. 그리스 신화에서 태양은 빛의 신 아폴론와 태양의 신 헬리오스로 표현된다. 태앙은 우리 태양계의 중심에 있는 항성으로, 이 주위로 다른 행성들이 공전하고 있다. 이것은 지구에게 빛과 열을 제공한다.

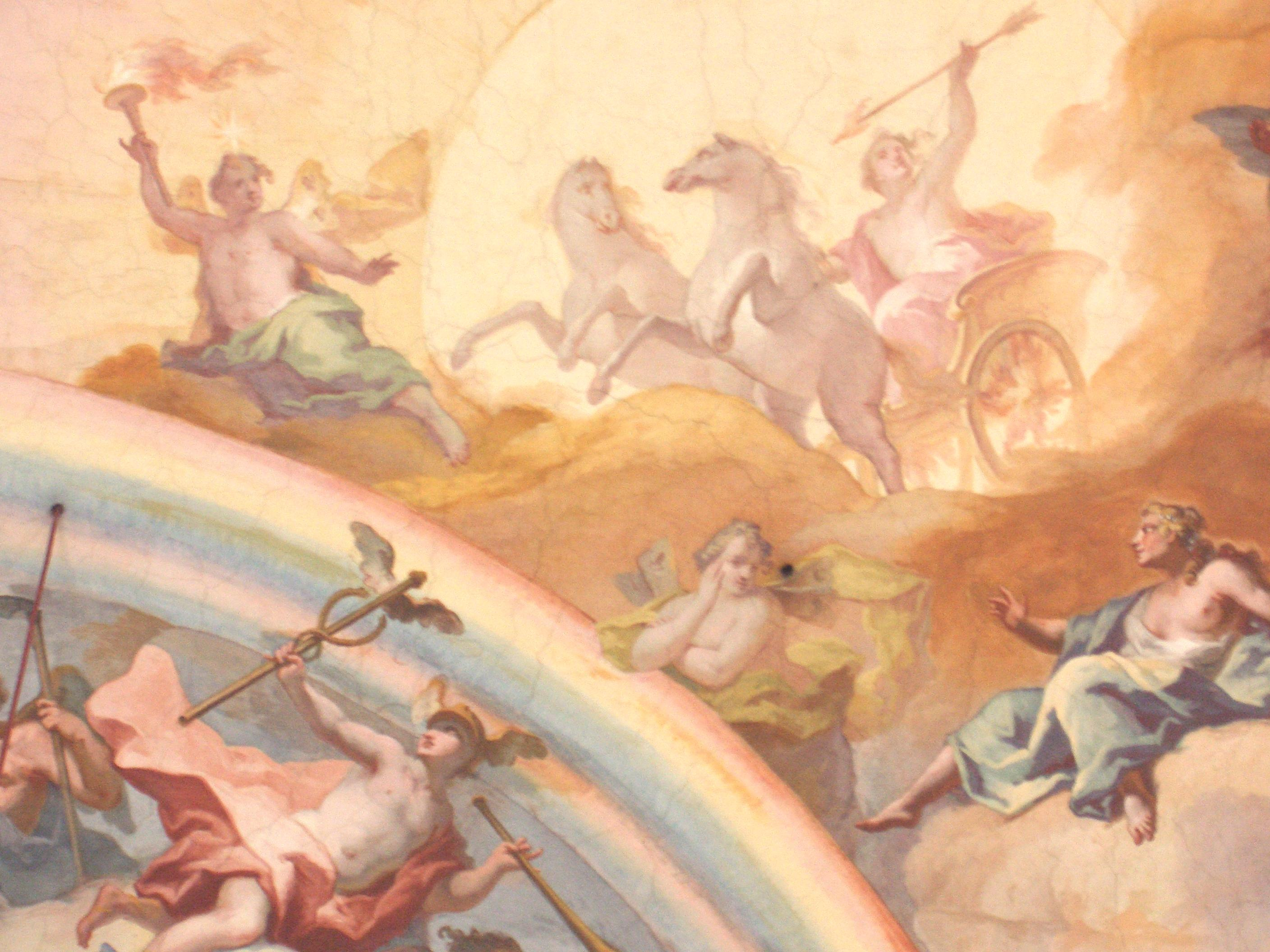
헬리오스 신과 그의 전차

점성학적으로 태양은 일반적으로 의식적 자아와 자기 그리고 그것의 표현, 개인의 능력, 자존심과 권력, 지도자의 자질 그리고 창조성의 원리, 자발성, 건강과 활력 그리고 생명력을 표현한다고 여겨진다. 태양은 예술적으로 사람을 형상화하는 창조적 계획과 아이를 낳는 일 그리고 부모(특히 아버지)로서의 본분을 수반한다. 이것은 휴일의 여가와 스포츠 그리고 사교 모임에서 오는 삶의 즐거운 측면을 다스린다. 요컨대, '우리를 빛나게 하는' 어느 때를 뜻한다. 1세기의 시인 마르쿠스 마닐리우스는 그의 8000구의 서사시 《천문학(Astronomica)》에서, 태양 또는 솔(Sol)을 친절하고 호의적으로 묘사했다. 의학에서의 태양은 심장과 순환계 그리고 흉선과 연관된다. 태양은 5번째 하우스의 주인이다. 태양은 사자자리의 주인 행성이다.
태양은 일요일과 연관된다. 단테 알리기에리는 태양을 기하학의 자유과와 연관지었다.

## 태양궁 점성술
태양궁 점성술(Sun-sign astrology)는 많은 신문과 잡지의 칼럼 그리고 온라인 별자리 운세 등에서 가장 흔히 볼 수 있는 간소화된 점성술 체계이다. 전형적인 천궁도 점성술에서는 해석을 위해 모든 행성을 고려한다. 그러나, 태양궁 점성술은 오직 태양에 위치만 사용된다. 태양의 위치는 생일에 따라, 황도대의 열두 별자리 가운데 하나로 정해진다. 그 별자리를 각자의 생일의 태양궁 또는 별자리라 부른다.
태양궁 점성가들은 이 열두 부분의 기본 분류를 가지고, 각개의 별자리들에 대해 점치는데 전통적 규칙을 사용하여, 모든 행성의 현재의 움직임을 서로 관련짓는다. 역설적이지만, 달은 모든 천체들 중에서 외견상 속도가 가장 빠르기 때문에, 그것은 태양궁 점성술의 예측에서 종종 일일 경향의 주요 지시자로써 사용된다.
일반 대중에서의 엄청난 인기에도 불구하고,(예를 들어, 영국에서 성인의 60%가, 미국에서는 조금 더 높은 비율로, 한 신문에서 첫 부분에 있는 그들의 "별자리"를 먼저 읽는다고 응답했다.) 태양궁 점성술의 타당성에 대하여 특히 다른 부문의 점성가들 사이에서 많은 논쟁이 있다. 더 전통적인 점성가들 일수록, 태양궁 점성술에 대해 더 반감을 가지고 있는 듯하다.

## 날짜
아래의 목록은 회귀황도대를 사용한, 각각 태양이 들어가고 나올 때의 별자리와 그것들과 거의 상응하는 날짜이다. 윤년에 따라 매년마다 정확한 날짜는 조금씩 달라진다. 아래의 목록은 2,000년 전의 그리스어 자료를 기반으로 하기 때문에, 이 날짜에 대해서는 논쟁의 여지가 있다. 21세기 초의 이 날짜는 약 한 달정도의 오류가 있다. 예를 들어, 8월에 태양은 사자자리가 아닌 게자리에서 떠오른다. 어떤 태양궁 점성가들에게, 태양이 하나의 별자리를 떠나며 또 다른 별자리에 들어가는 날은 일반적으로 해당 기간 마지막 날이나 첫 날로 여겨지며, 때때로 "사이(cusp, 커스프)"라고 불린다. 아래에 열거된 기간에서, 각각의 기간의 첫째 날은 그러한 점성가들에게는 "사이"로 여겨질 것이다. 개인의 출생 연도와 지역 그리고 시간에 따라 태양의 통과일은 아래에 기간에 열거된 첫째 날 보다 더 이르거나 늦을 수 있다. 한 사람이 "사이" 날에 태어났는지 아닌지에 개의치 않는 점성가들에게는 한 사람이 단 한개의 태양궁만을 가지며 그것은 점성학적 출생 차트에 의해 결정될 수 있다는 보편적 동의가 있다.

- 양자리: 3월 21일 ~ 4월 19일
- 황소자리: 4월 20일 ~ 5월 20일
- 쌍둥이자리: 5월 21일 ~ 6월 20일
- 게자리: 6월 21일 ~7월 22일
- 사자자리: 7월 23일 ~ 8월 22일
- 처녀자리: 8월 23일 ~ 9월 22일
- 천칭자리: 9월 23일 ~10월 22일
- 전갈자리: 10월 23일 ~ 11월 21일
- 사수자리: 11월 22일 ~ 12월 21일
- 염소자리: 12월 22일 ~ 1월 19일
- 물병자리: 1월 20일 ~ 2월 18일
- 물고기자리: 2월 19일 ~ 3월 20일

## 중국 점성술
중국 점성술에서, 태양과 달 또는 양과 음은 각각 남성성과 여성성을 대표한다. 그 또는 그녀 자신의 성격과 삶에서 태양의 남성성과 달의 여성성의 상호작용에 대하여 고찰하는 것이 한 방법이다.

## 인도 점성술
인도 점성술에서, 태양은 수리야(데바나가리어: सूर)라고 불리며, 카샤파와 그의 부인 중 아디티 사이에서의 아들들 아디트야 가운데 하나인 최고 태양신이다. 그는 금으로 된 털과 팔을 지녔다. 그의 전차는 일곱 차크라를 상징하는 일곱 마리의 말이 끌고 있다. 그는 "라비바알(Ravi-vaar)" 또는 일요일을 관장한다.
점성학적으로 태양 또는 수리야는 영혼과 의지력, 권력, 왕권, 상류층 사람들, 아버지, 생명력 그리고 용기를 표현한다.